# Rusmin Dedič
Rusmin Dedič (Zvornik, 11 settembre 1982) è un ex calciatore bosniaco naturalizzato sloveno, difensore o centrocampista.